# Hapleginella conicola
Hapleginella conicola är en tvåvingeart som först beskrevs av Greene 1918.  Hapleginella conicola ingår i släktet Hapleginella och familjen fritflugor. Inga underarter finns listade i Catalogue of Life.